# Lorenzo Priuli
Lorenzo Priuli (* 1489 in Venedig; † 16. August 1559 ebenda) war nach der Zählweise der staatlich kontrollierten Geschichtsschreibung der Republik Venedig von seiner Wahl am 14. Juni 1556 bis zu seinem Tod ihr 82. Doge.
Priuli befasste sich schon früh mit Latein und Griechisch, Theologie und Philosophie. Wie im venezianischen Patriziat längst üblich, durchlief er zahlreiche Ämter, darunter das eines Statthalters im Friaul oder eines Capitano von Padua. Auch wurde er kurzzeitig Gesandter am Hof Kaiser Karls V. und in Rom, doch versuchte er häufig die entsprechenden Reisen zu vermeiden, was ihm in einem Fall drakonische Strafandrohungen eintrug.
Lorenzo Priuli, der als beschränkt und habgierig galt, starb nach wenig mehr als drei Jahren im Dogenamt. Dabei wurde die prachtvolle Zeremonie um seine Ehefrau, die Dogaressa Zilia Dandolo, mit Misstrauen beäugt. Ihm folgte sein ältester Bruder Gerolamo Priuli im Amt. Während Lorenzos Amtszeit traf Venedig eine Typhusepidemie, die Terraferma, das oberitalienische Festland, eine Hungersnot.

## Familie

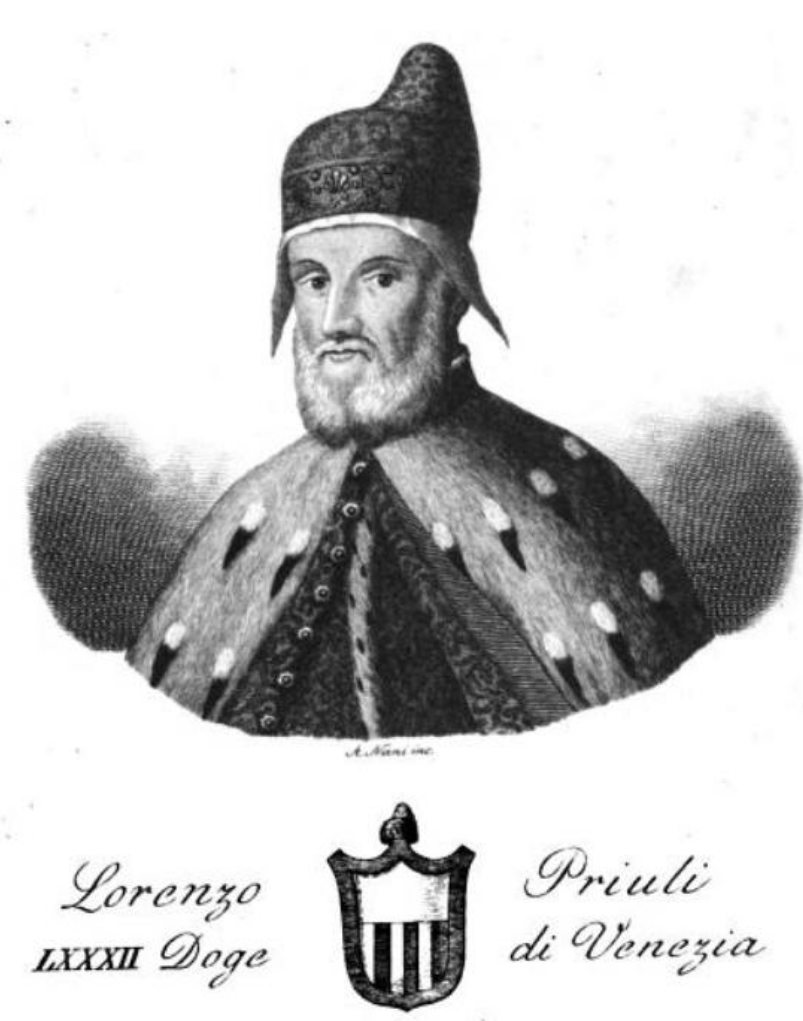
Kupferstich mit einem Porträt des Dogen, geschaffen von Antonio Nani, der es in seiner Serie dei Dogi di Venezia intagliati in rame da Antonio Nani 1840 erstmals veröffentlichte

Die Priuli gehörten zu den neuen Familien, sie sind seit 1297 in Venedig nachgewiesen. Sie stellten drei Dogen, neben Lorenzo seinen älteren Bruder und Nachfolger Gerolamo Priuli sowie den Dogen Antonio Priuli (1618–1623). Außerdem gingen vierzehn Prokuratoren und fünf Kardinäle aus der Familie hervor. Alvise, Lorenzos Vater, gehörte dem Zweig der Priuli von San Stae an.
Lorenzo Priuli war der zweitälteste von sechs Brüdern. Ihre Eltern waren Chiara di Giacomo Lion und ihr Ehemann Alvise Priuli. Dieser hatte sich als Senator, als Mitglied des Rates der Zehn, dann als Savio all'Esazione oder Leiter der Steuerbehörde, schließlich als Dogenrat und Savio di Terraferma hervorgetan, war also für die Terraferma, das oberitalienische Gebiet der Republik Venedig, zuständig.
Lorenzo Priuli war ab 1526 mit Zilia Dandolo verheiratet, die am 13. Oktober 1566 starb.

## Leben

### Ämterlaufbahn

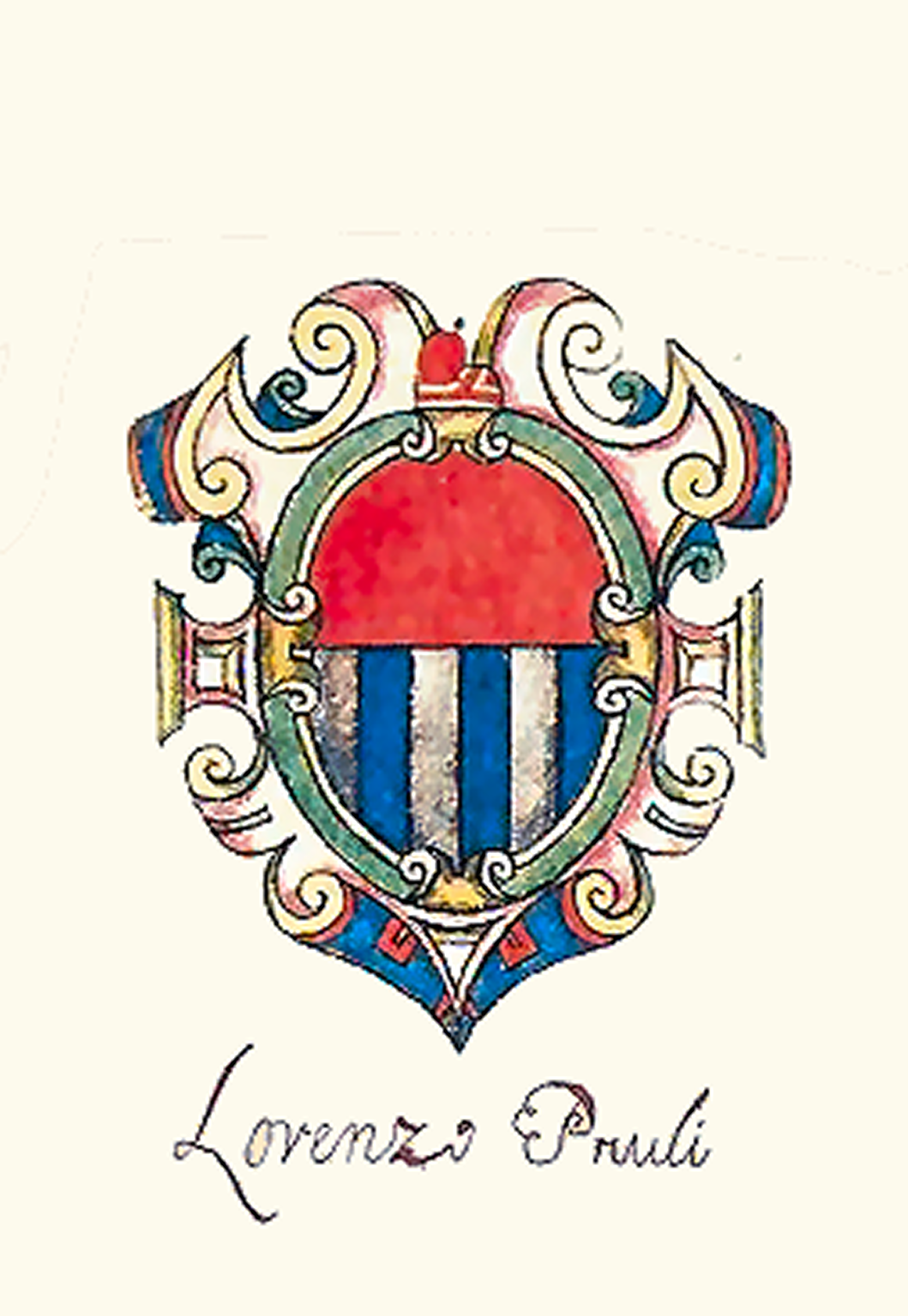
Wappen Lorenzo Priulis, frühes 17. Jahrhundert

#### Bildung, Sitz im Großen Rat (1510), Wahl zum Orator am englischen Hof (1522)
Lorenzo Priuli lernte Latein und Griechisch, befasste sich mit Theologie und Philosophie, doch war ihm eine politische Karriere aufgrund seiner Familienzugehörigkeit bereits vorgegeben. Er war einer der 46 erst zwanzig Jahre alten Patriziersöhne, die am 4. Dezember 1510 durch die Balla d’oro frühzeitig – in ihren Fällen fünf Jahre früher als üblich – Zugang zum Großen Rat erhielten. Damit hatte er bereits mit 20 einen lebenslangen Sitz in der Generalversammlung des Stadtadels. Es folgten verschiedene Ämter, in die er durch diese Versammlung gewählt wurde. So wurde er Avogador straordinario di Comun (eine Art Sonderankläger der Kommune), dann Gesandter in England, Orator in Ungarn und Provveditor al fisco (war also für den Staatsschatz mitzuständig).
Am 11. November 1522 wurde er zum Orator am englischen Hof gewählt, womit er Gian Antonio Venier ablöste. Marin Sanudo vermerkt bei dieser Gelegenheit, dass er ein „homo studente et zovene“ gewesen sei. Sanudo erkannte demnach zwar seine Bildung an, hielt ihn jedoch für zu jung und damit unerfahren. Folgerichtig wurde Priuli zwar danach ein Sitz im Senat zuerkannt, aber ohne das Recht, abstimmen zu dürfen. Priuli selbst war an dem Posten in England wenig interessiert, und so wurde er von der Verpflichtung, diesen zu übernehmen, am 25. August 1523 freigesprochen. Damit verlor er aber auch wieder seinen Zugang zum Senat, denn die Position als Orator war die Bedingung gewesen.

#### Gesandter am Hof Kaiser Karls V. (1525)
Gemeinsam mit Andrea Navagero sollte er, mit Beschluss vom 10. Oktober 1523, als „ambassador“ an den Hof Karls V. gehen, eine Funktion, die der eines Botschafters nahe kam. Doch angesichts der militärischen Konflikte verzögerten die beiden Männer die Abreise. Ende Juni 1524 drohte man ihnen mit dem Entzug sämtlicher „ofici, benefici, regimenti“ auf vier Jahre, so dass sich Navagero und Priuli gezwungen sahen, im Juli endlich abzureisen. Während jedoch Priuli bereits in Parma feststeckte, gelangte Navagero nach Pisa. Angesichts der Pest in Parma und Genua verzögerte sich die Abreise weiter. Am 27. Februar 1525, als ihnen bei Hof die Entsendung zweier Gesandter bereits angekündigt worden war, zögerten die beiden immer noch, von Genua abzusegeln. Erst am 6. April schifften sie sich in Sestri ein, gelangten nach Korsika, landeten in „Palamosa“ und erreichten am 1. Mai Barcelona, am 7. Mai schließlich Madrid. Von dort begaben sie sich nach Toledo, um die Ankunft des Kaisers abzuwarten. Doch erst am 11. Juni 1525, nach fast drei Wochen Wartezeit, wurden sie feierlich zugelassen. Zwei Tage später folgte die Audienz bei Karl V.
Priuli hielt, entsprechend einem seiner Talente, eine elegante Rede in Latein. Es gelang ihm einerseits die für Venedig schwierige Situation nach Karls Sieg in der Schlacht bei Pavia anzuerkennen und dem Kaiser zum Sieg über Frankreich zu gratulieren, andererseits aber, das Gesicht zu wahren. Doch konnten die Gesandten damit nicht verhindern, dass Karl, in dessen Gefangenschaft sich König Franz I. von Frankreich zu dieser Zeit befand, ganz Italien für sich beanspruchte. Der Markgraf von Gattinara und „gran cancellier“ (Großkanzler), so setzten die Gesandten am 28. Juli den Senat in Kenntnis, habe ihnen als echter Italiener geraten, dem Kaiser 120.000 Dukaten anzubieten. Priuli erhielt ein Geschenk von 200 Scudi und den Titel eines Ritters, eines Cavaliere – einen Titel, den er zeit seines Lebens führte. In Madrid besuchte er den gefangenen französischen König, um dann über Saragossa, Perpignan und Lyon – dort machte er der Regentin seine Aufwartung – nach Turin und Mailand zu reisen. Am 14. November 1525 erstattete er vor dem Collegio Bericht.

#### Zeit ohne öffentliche Ämter (1525–1531), Ehe (ab 1526) und Heiratspolitik, Vermögen
Wieder im Großen Rat wurde er für dieses oder jenes Amt vorgeschlagen, doch wurde er nicht gewählt. Zum Ausgleich nahm er an den aufwändigen öffentlichen Zeremonien teil, aber auch an Festessen, wie sie Kardinal Marino Grimani in seinem Palast bei Santa Maria Formosa am 8. März 1528 gab.
Mit diesem Ansehen im Rücken gelang es ihm 1526, die Hochzeit mit Zilia einzufädeln, der Tochter des einflussreichen Patriziers Marco Dandolo. Sie schenkte ihm einen Sohn namens Giovanni, der wiederum Isabella Giustinian ehelichte und damit den Fortbestand der Familie in der männlichen Linie sicherte. Von ihren drei Töchtern kam eine ins Kloster, die anderen beiden strategisch mit Männern einflussreicher Familien verheiratet, wie es im venezianischen Patriziat üblich war. Adriana wurde also Nonne, Chiara heiratete Pietro Cappello, Paola ehelichte Antonio Morosini.
Die von ihm am 30. August 1538 abgezeichnete Decima beweist, dass er am Campo San Polo residierte und Eigentümer einer Reihe von Immobilien, von Läden und Lagern, aber auch von bescheidenen Wohnungen und Äckern bei Mira war, ebenso wie bei Arquà und anderen Orten im Polesine. Die Rendite von 433 Dukaten gestattete ihm ein auskömmliches Leben.
Im Januar 1527 schlug ihm der Rat der Zehn vor, gemeinsam mit Gasparo Contarini das unter Verdacht geratene Libro della origine delli volgari proverbi, das 1526 in Venedig erschienen war, zu begutachten. Das Werk von Alvise Cinzio de’ Fabrizi war von den Observanten von San Francesco della Vigna angegriffen worden. In dem Auftrag, das Werk zu begutachten, zeigt sich zugleich der Ruf Priulis in religiösen Fragen. Beide Begutachter widersprachen jedoch am Ende den Franziskanern, denn sie sahen in dem Werk nichts Unfrommes. Dennoch verschwand das Buch weitgehend vom Markt, weil die Exemplare schnell aufgekauft und vernichtet wurden.

#### Statthalter im Friaul (1537–1538),Capitanovon Padua (1540–1541), höchste Gremien
Als geeignet für jede Art administrativer, politischer wie religiöser Aufgaben wurde Priuli nicht nur Senator, sondern auch Procuratore sopra gli Atti dei sopragastaldi, dann einer der Quindici savi sopra l’Estimo, schließlich wurde er am 18. April 1532 zu einem der 15 Savi sopra la reformation de la terra gewählt.
Aber auch für komplexere Aufgaben außerhalb Venedigs galt er als geeignet. 1537 bis 1538 war er Statthalter im Friaul, wo er sich um Streitigkeiten im Zusammenhang mit dem datio auf Brot kümmerte, einer Abgabe. 1540 bis 1541 war Priuli Capitano von Padua, dann gehörte er dem Rat der Zehn an, war Savio del Consiglio – womit er endgültig dem innersten Machtzirkel angehörte. Dann wurde er Conservatore alle Leggi, Consigliere für das Sestiere San Polo, Savio grande und Savio all’Eresia. In letzterer Position war er mit Fragen der Häresiebekämpfung befasst.
Am 7. Oktober 1550 wurde er zum Nachfolger Matteo Dandolos in Rom gewählt, wo er auch am 11. Oktober ankam. Doch wenig später musste er, wohl schwer erkrankt, von der Aufgabe zurücktreten. Auch wenn Andrea Da Mosto 1956 behauptete, Priuli sei Prokurator von San Marco de ultra geworden, so scheint dies nicht zuzutreffen. Denn er erscheint nicht in der Liste der Prokuratoren, die 1602 von Fulgenzio Manfredi zusammengestellt wurde (dieser wurde 1610 in Rom hingerichtet).

#### Engere Auswahl bei Dogenwahl (1553), Wahl zum Dogen (1556)
Am 14. Juni 1556 wurde Priuli, nachdem er schon 1553 in die engere Auswahl gekommen war, mit Unterstützung Dandolos zum Dogen gewählt. Stefano Tiepolo, Prokurator von San Marco de ultra, hatte seine Kandidatur zurückgezogen. Am Ende wurde Priuli mit 35 von 41 Stimmen gewählt.

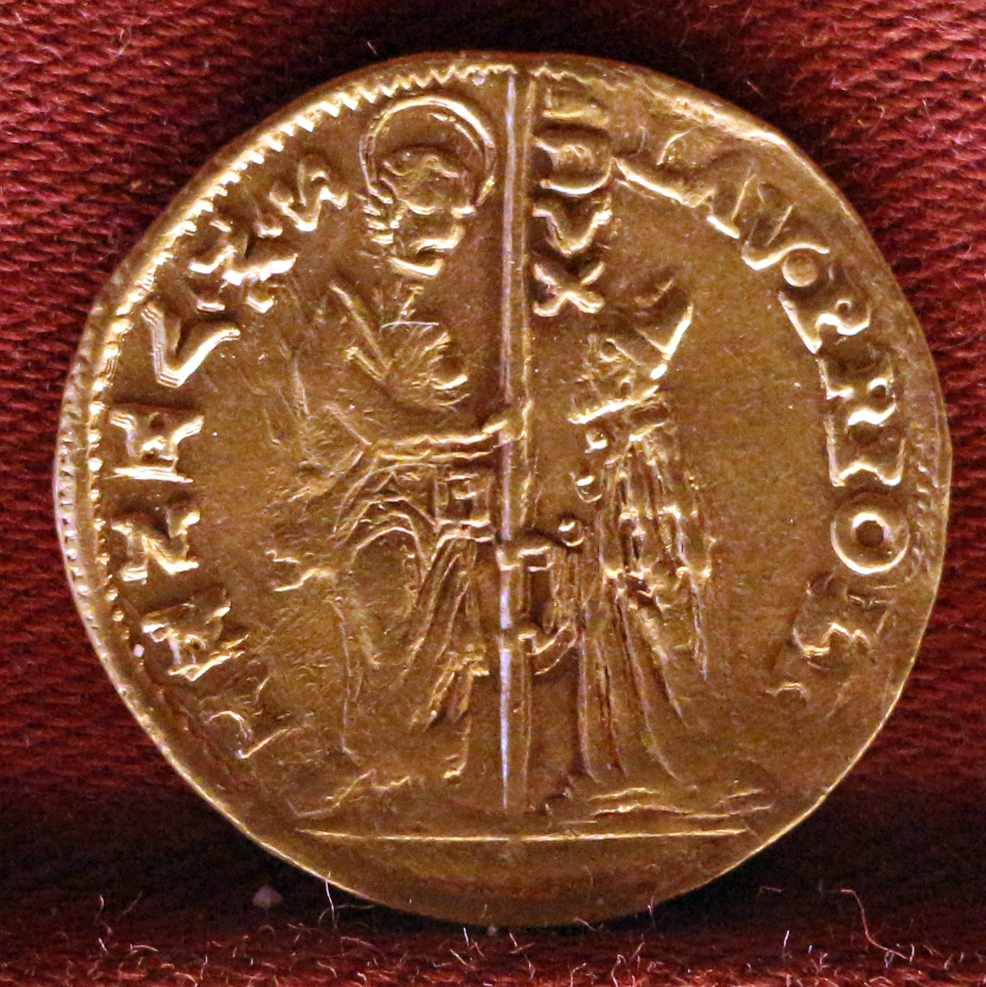
Unter Lorenzo Priuli geprägter Zecchino

Weder bei den alten noch bei den neuen Familien oder dem Volk erfreute er sich größerer Sympathien. Man hielt ihn für beschränkt (meschino) und unterstellte, dass er seine Ämter gekauft oder nur pro forma ausgefüllt habe.

### Dogenamt
Priuli stand im Ruf der Habgier und so wurde die prunkvolle Krönung seiner Gattin Zilia Dandolo zur Dogaressa, die am 19. September 1557 stattfand, misstrauisch beäugt, da sie nicht nur die Stadt verherrlichte, sondern auch seinem persönlichen Ansehen zugutekommen sollte.
In der Stadt brach zudem Typhus aus und die Terraferma wurde von schweren Überschwemmungen heimgesucht, die eine Hungersnot zur Folge hatten.
1559 kam es zu Bündnissen zwischen Frankreich und England und zwischen Frankreich und Spanien, in denen erneut Ansprüche auf Gebiete in der Lombardei angemeldet wurden. Das katholisch-fundamentalistische Spanien rückte dem in religiösen Angelegenheiten eher etatistischen Venedig bedrohlich näher.
Trotz der ihm vorhergesagten Langlebigkeit, etwa durch Tommaso Giannotti Rangone, der seiner Frau Zilia Dandolo sein Werk Come l’huomo può viuere più de CXX. Anni gewidmet hatte (sinngemäß: Wie der Mensch länger als 120 Jahre leben kann), starb Priuli bereits am 16. August 1559 im Alter von etwa 70 Jahren.

## Testament, Grabmal
In seinem Testament vom 4. März 1555 hatte Lorenzo Priuli vorgesehen, in der Familiengruft in der Kirche San Domenico im Sestiere Castello beigesetzt zu werden. Seine Überreste wurden infolge des Abrisses der Kirche im Jahr 1807 verstreut.

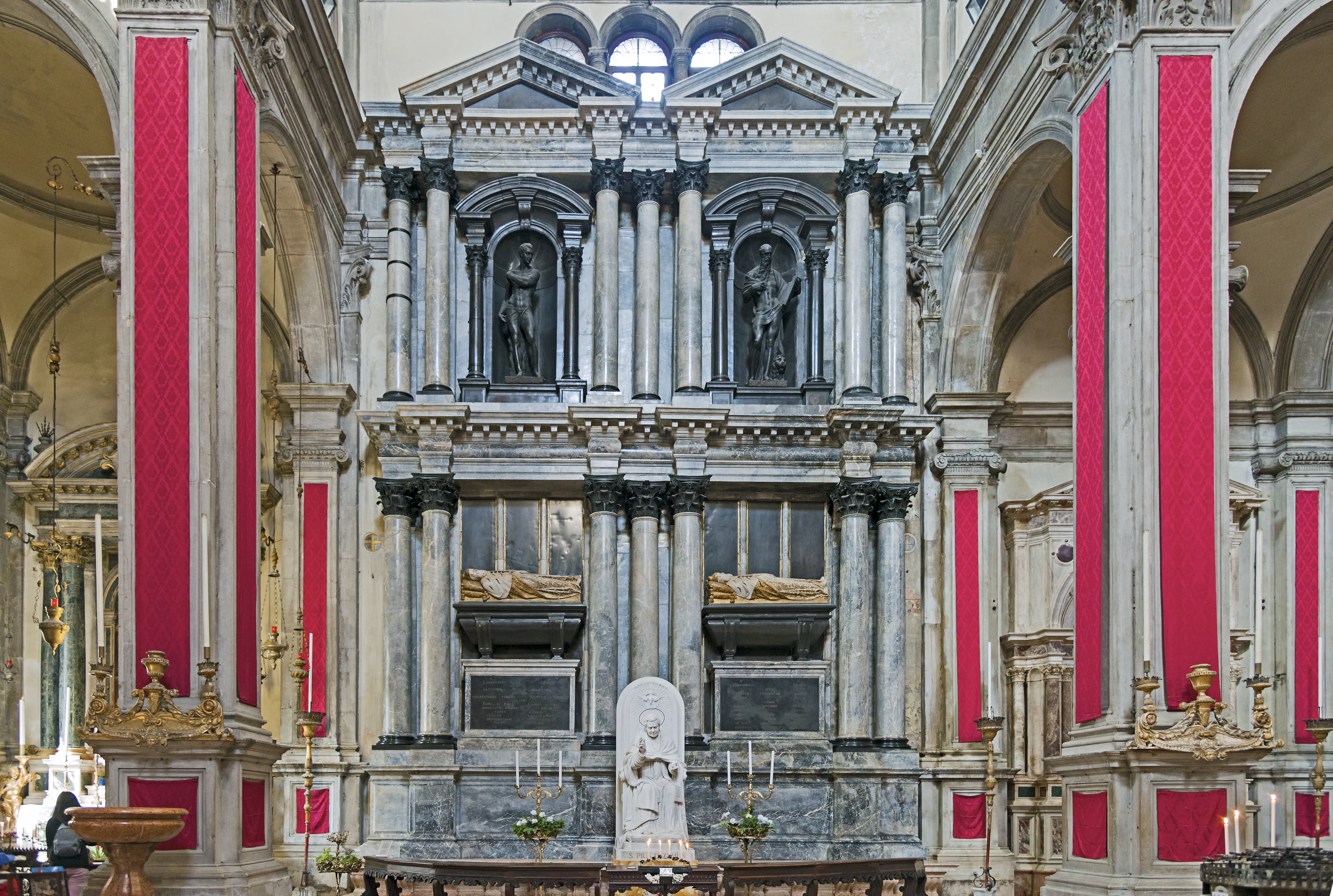
Doppelgrabmal für Lorenzo und Gerolamo Priuli in San Salvador

Sein Grabmal befindet sich hingegen in der Kirche San Salvador. Es ist ein Doppelgrabmal für ihn und für seinen Bruder Gerolamo. Das zweigeschossige Grabmal, erbaut zwischen 1578 und 1582, wurde von Cesare Franco entworfen. Die Statuen der Namenspatrone der Dogen, des Hl. Lorenz und des Hl. Hieronymus, stammen von Giulio del Moro.